# ザインスク
座標: 北緯55度19分9秒 東経52度3分45秒 / 北緯55.31917度 東経52.06250度

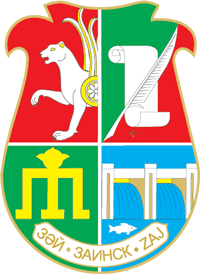
ザインスクの紋章

ザインスク（ザイーンスク、ロシア語: Заи́нск、ラテン文字表記の例: Zainsk）、またはザイ（タタール語: Зәй, Zäy）はロシアのタタールスタン共和国中部にある都市。人口は3万9739人（2021年）
共和国の首都カザンからは東へ287km。カマ川の支流・ザイ川（ステプノイ・ザイ川とレスノイ・ザイ川の合流点近く）の河岸に建つ。

## 歴史
1652年から1656年にかけて、ロシア・ツァーリ国の辺境の要塞として建てられた。この要塞は、ヴォルガ川の岸から、カマ川とイク川の合流点へと伸びるザカムスカヤ線という要塞線の一部となっていた。
1956年、ザインスク火力発電所が建設され、その労働者のための団地としてノヴィー・ザイ（Новый Зай）という集落が成立した。1962年にはノヴィー・ザイは都市型集落となり、1978年4月5日には古くからのザインスク村と合併して市となり、市名はザインスクとなった。

## 文化・産業・交通
1652年に建てられた木造の要塞の跡は、現在は遺跡になっている。また1826年に建てられた十字架挙栄聖堂（Крестовоздвиженская церковь）など古くからの建物もある。1985年には歴史博物館が開館した。
ザインスクにはタテネルゴ社（Tatenergo）が運転する出力2,400MWの火力発電所のほか、50km北のナーベレジヌイェ・チェルヌイに本社工場を置く自動車メーカーKAMAZに部品を提供する自動車部品工場、建材工場、食品工場（製糖）、製材業などの工場が立地している。
ザインスクとその南方は油田地帯で、タトネフチ社の子会社ザインスクネフチが石油採掘をおこなっている。
1956年に開通した、ブグリマ（アクバシュ駅）＝ナーベレジヌイェ・チェルヌイ＝アグルィズを結ぶ鉄道が通っている。